# Eucynortula ypsilon
Eucynortula ypsilon is een hooiwagen uit de familie Cosmetidae.